# Protolestes leonorae
Protolestes leonorae là loài chuồn chuồn trong họ Megapodagrionidae. Loài này được Schmidt mô tả khoa học đầu tiên năm 1951.